# پنیاس د سان پدرو

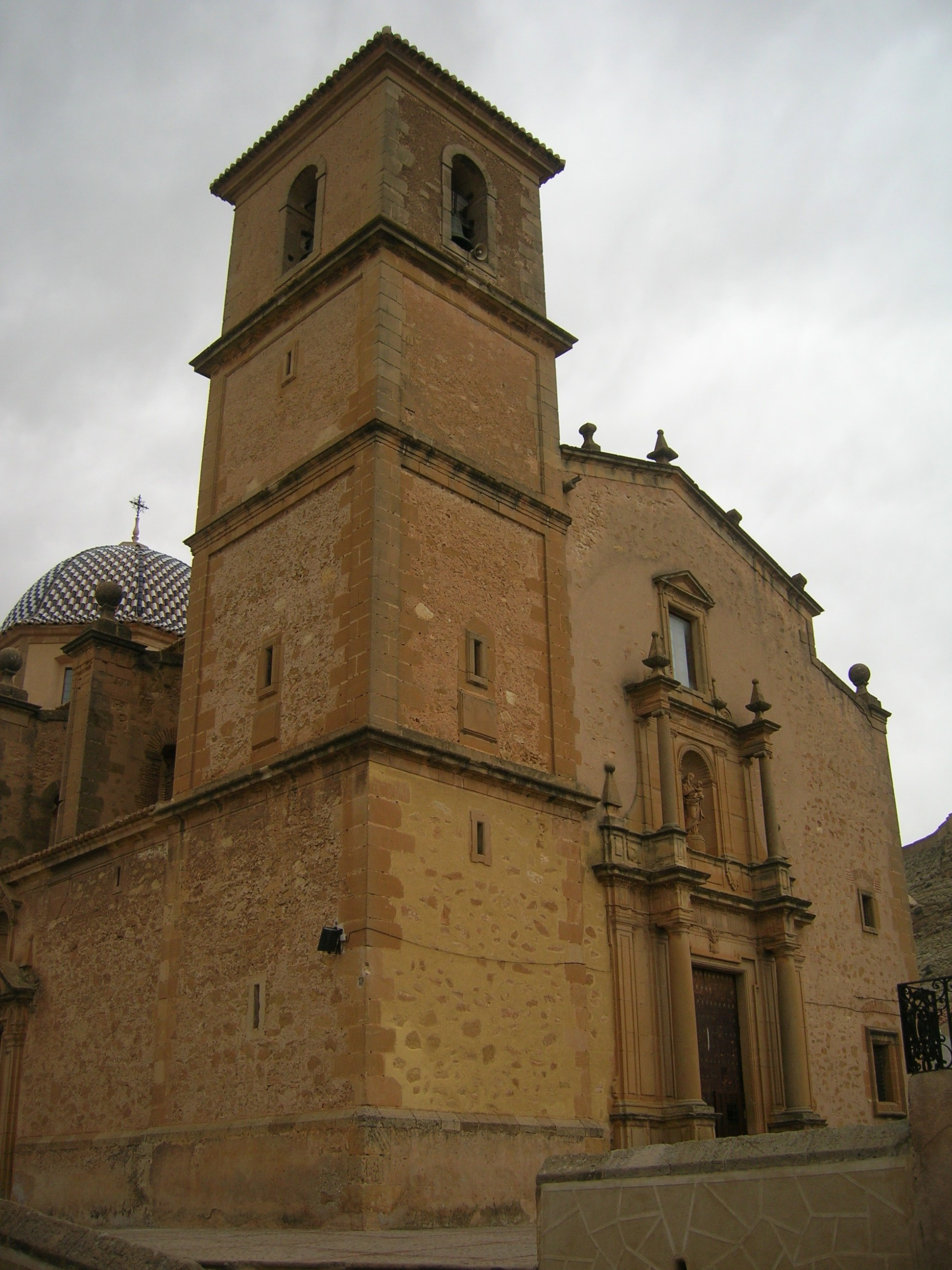
نمایی از کلیسای دهستان پنیاس د سان پدرو در استان آلباستهٔ اسپانیا - ۲۰۰۶

پنیاس د سان پدرو دهستانی در استان آلباستهٔ اسپانیا است.
در این دهستان ۱۲۲۲ نفر زندگی می‌کنند. مساحت این دهستان ۱۵۸٫۷۸ کیلومتر مربع است.